# Brownea ucayalina
Brownea ucayalina là một loài thực vật có hoa trong họ Đậu. Loài này được (Huber) Ducke miêu tả khoa học đầu tiên.